# Якоб Янчер
Якоб Янчер (нім. Jakob Jantscher, нар. 8 січня 1989, Грац) — австрійський футболіст, півзахисник клубу «Штурм» (Грац).
Також відомий виступами за «Ред Булл», «Динамо» (Москва), «Неймеген», «Люцерн»  та національну збірну Австрії.

## Клубна кар'єра
Народився 8 січня 1989 року в місті Грац. Вихованець футбольної школи клубу «Штурм» (Грац). Дорослу футбольну кар'єру розпочав 2007 року в основній команді того ж клубу, в якій провів три сезони, взявши участь у 73 матчах чемпіонату.  Більшість часу, проведеного у складі «Штурма», був основним гравцем команди. За цей час виборов титул володаря Кубка Австрії.

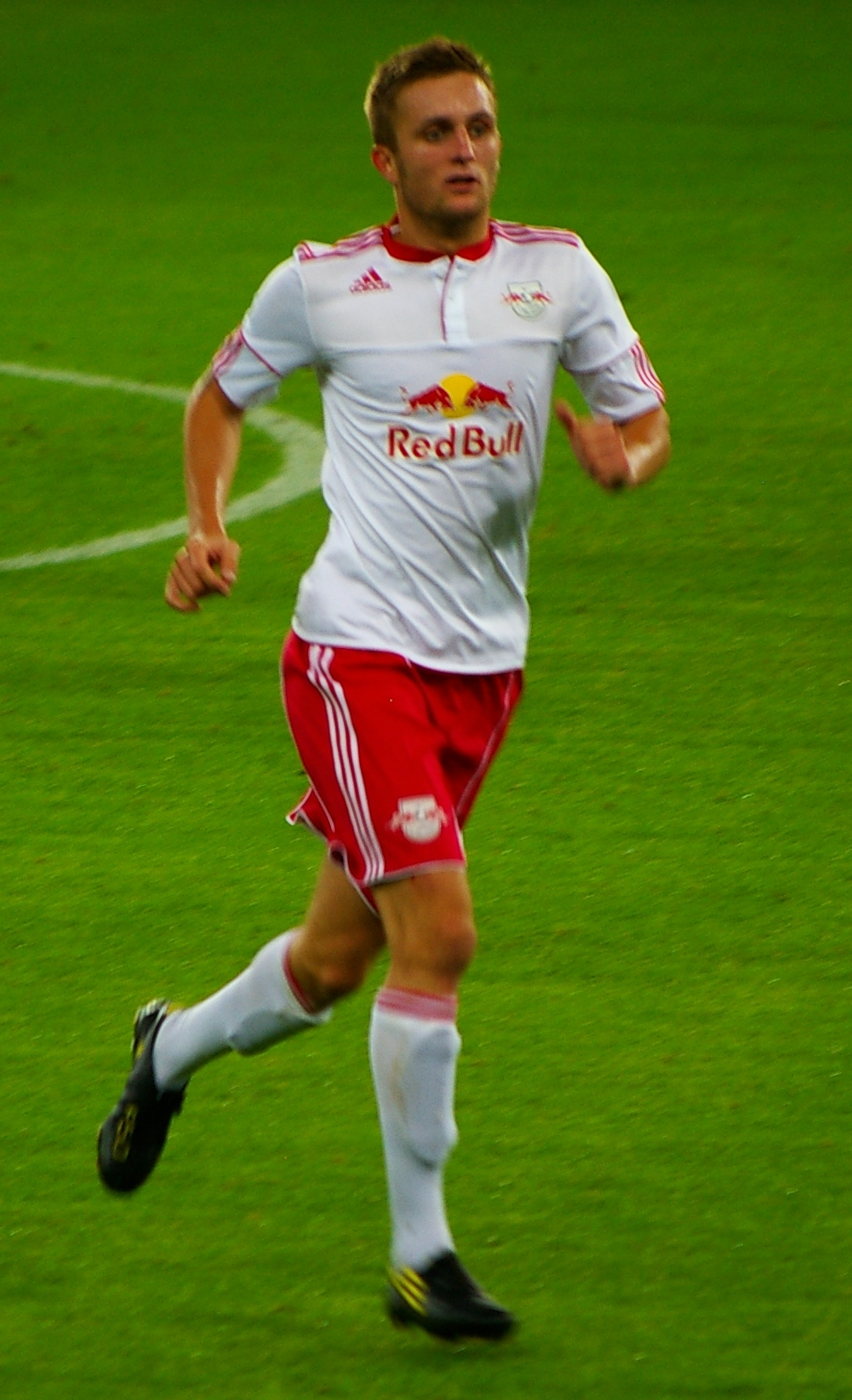
Якоб Янчер у складі «Ред Булла». 4 серпня 2010 року.

Своєю грою за цю команду привернув увагу представників тренерського штабу клубу «Ред Булл», до складу якого приєднався влітку 2010 року. Відіграв за команду із Зальцбурга наступні два сезони своєї ігрової кар'єри. Граючи у складі «Ред Булла» також здебільшого виходив на поле в основному складі команди.
6 вересня 2012 року перейшов до московського «Динамо» на умовах оренди з правом подальшого викупу. За сезон зіграв у 20 матчах в Прем'єр-лізі, проте по завершенні оренди «динамівці» вирішили не викупати контракт гравця за 7 млн. євро.
З 2013 року один сезон захищав кольори нідерландського «Неймегена».  Тренерським штабом нового клубу також розглядався як гравець «основи».
До складу клубу «Люцерн» приєднався влітку 2014 року. Відтоді встиг відіграти за люцернську команду 51 матч в національному чемпіонаті.

## Виступи за збірну
6 червня 2009 року дебютував в офіційних матчах у складі національної збірної Австрії в матчі відбору на ЧС-2010 проти збірної Сербії (0:1). 18 листопада того ж року в товариському матчі проти збірної Іспанії (1:5) забив свій перший гол за збірну. 
Наразі провів у формі головної команди країни 23 матчі, забивши 1 гол.

## Титули і досягнення
- Чемпіон Австрії (1):

«Ред Булл»:  2011–12
- Володар Кубка Австрії (3):

«Штурм» (Грац):  2009–10, 2017–18
«Ред Булл»:  2011–12

### Особисті досягнення
- Найкращий бомбардир австрійської Бундесліги: 2011–12 (14 голів, спільно з Штефаном Маєрхофером)